# Studienstiftung

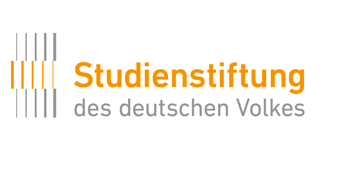

A Fundação Alemã de Bolsas de Estudo Acadêmico (em alemão: Studienstiftung des deutschen Volkes, ou Studienstiftung) é a maior, mais antiga e mais prestigiada fundação de bolsas de estudos da Alemanha. Em consonância com seus estatutos, apoia "a educação universitária de jovens que, devido a seus talentos acadêmicos ou artísticos excepcionais e suas personalidades, podem contribuir de maneira notável para a sociedade como um todo". A Studienstiftung é não-política, não-denominacional e ideologicamente independente. Sua sede está localizada em Bonn; também possui um escritório em Berlim. O atual presidente é Reinhard Zimmermann e opera sob os auspícios do Presidente da Alemanha, Frank-Walter Steinmeier.
A Studienstiftung é financiada pelo Governo Federal da Alemanha, pelos estados federais alemães e pelas autoridades locais, por um grande número de fundações e empresas, além de numerosos doadores privados. Em 2015, o orçamento da Studienstiftung era superior a 103 milhões de euros. Desde a sua fundação, já apoiou mais de 65.000 estudantes e doutorandos; Atualmente, possui mais de 60.000 ex-alunos em todo o mundo.
O processo de seleção é extremamente rigoroso e apenas os alunos que demonstram excelente promessa acadêmica e pessoal são escolhidos. A Studienstiftung concede bolsas de estudo a menos de 0,5% dos estudantes alemães. É frequentemente chamada de "universidade secreta de elite" da Alemanha.
Inicialmente fundada em Dresden em 1925 como um departamento da Deutsche Studentenschaft, uma fusão de comitês estudantis alemães, a Studienstiftung des Deutschen Volkes foi dissolvida em 1934 pelo Nacional Socialismo e substituída pelo "Reichsförderung", um departamento do recém-fundado Reichsstudentenwerk. A Studienstiftung des deutschen Volkes foi formada recentemente como uma associação registrada em Colônia em 1948. Além de oferecer programas de bolsas de estudos em nível nacional, desde 2005, a Studienstiftung também administra o Programa Max Weber, que oferece suporte a estudantes excepcionalmente talentosos no âmbito da Bavarian Elite Support Act (BayEFG).

## Admissão
A Fundação Alemã de Bolsas de Estudo Acadêmico apóia estudantes excepcionalmente talentosos e candidatos a doutorado selecionados de acordo com sua declaração de missão, baseada nos princípios de conquista, iniciativa e responsabilidade. Os bolsistas são admitidos através de vários canais:
1. Nomeação por uma escola: O diretor de uma escola secundária ou escola com nível secundário superior pode nomear um em cada 50 alunos seniores para admissão na Studienstiftung. Este aluno deve se destacar tanto academicamente quanto em termos de compromisso social. Os alunos nomeados participam de um seminário de seleção de três dias, onde sua elegibilidade para financiamento é avaliada em entrevistas individuais e discussões em grupo. 23,8% dos estudantes nomeados em 2015 foram admitidos na Studienstiftung. Não há uma cota de admissão definida para o número de estudantes admitidos a cada ano.
2. Nomeação de professores: estudantes de universidades e universidades de ciências aplicadas podem ser indicados diretamente por professores universitários. Novamente, os candidatos participam de um seminário de seleção. Em 2015, 48,3% dos alunos nomeados por seus professores foram admitidos na Studienstiftung.
3. Nomeação por uma banca de exame: Assim como os alunos podem ser nomeados pelas escolas, um em cada 50 estudantes no segundo ano acadêmico em seu respectivo programa de estudos pode ser indicado por universidades e universidades de ciências aplicadas. A indicação deve ser apoiada por um professor. O seminário de seleção é organizado da mesma maneira que o seminário de seleção para alunos nomeados pelas escolas. Nesse caso, no entanto, as realizações acadêmicas comprovadas do candidato na universidade também têm peso. Em 2015, 28,8% dos indicados receberam admissão.
4. Vencedores de uma competição nacional ou federal ou indicação de parceiros de cooperação selecionados: Vencedores ou participantes de várias competições em nível nacional, federal ou internacional (por exemplo, Bundeswettbewerb Informatik, Bundeswettbewerb Mathematik, Bundeswettbewerb Fremdsprachen, Jugend forscht, Jugend debertert, Internationale Mathematik-Olympiade, Internationale Physik-Olympiade, Internationale Physik-Olympiade, Altsprachenwettbewerb des Landes Baden-Württemberg). Selecionar parceiros de cooperação (por exemplo, START-Stiftung) também pode indicar possíveis candidatos a patrocínio.
5. Desde fevereiro de 2010,[7] candidatos também podem se candidatar a uma bolsa de estudos. Os alunos do primeiro e do segundo semestre podem se inscrever para o teste de avaliação da Studienstiftung em janeiro/fevereiro/março[8] cada ano. O teste é realizado em centros de testes em toda a Alemanha. Os candidatos com os melhores resultados são convidados a participar do seminário de seleção. Enquanto o teste de avaliação determina as habilidades cognitivas dos candidatos, o seminário de seleção se concentra na motivação, interesses extracurriculares, compromisso social e habilidades sociais, que são avaliadas em entrevistas pessoais e discussões em grupo.
6. Nomeação por ex-alunos: Os ex-alunos da Studienstiftung também podem nomear os alunos que considerarem apropriados, tendo os ensinado pessoalmente nos cursos da escola ou da universidade.
7. Apoio de músicos e artistas: Após um procedimento interno de pré-seleção, as universidades podem nomear estudantes de artes plásticas, música e artes cênicas para participação em um seminário de seleção da Studienstiftung.
8. Patrocínio de doutorado: estudantes de doutorado altamente qualificados e socialmente comprometidos podem, juntamente com seus orientadores, enviar uma solicitação de apoio para seus estudos de doutorado.

Se a admissão ocorrer antes do final do quarto semestre, o patrocínio geralmente é concedido até o final do sexto semestre. Uma extensão da bolsa de estudos para além do sexto semestre geralmente depende do desempenho acadêmico nos quatro primeiros semestres. Em casos limítrofes, outros aspectos além dos resultados acadêmicos - como um envolvimento social excepcional ou circunstâncias pessoais específicas - podem influenciar positivamente a decisão de aprovar mais fundos. Após a aprovação de uma inscrição, o financiamento é concedido a partir do 6º semestre até a conclusão dos estudos (por exemplo, até que os exames de mestrado ou de estado sejam concluídos). Em 2014, 91% dos pedidos de financiamento adicional foram aprovados.

## Apoio
A Studienstiftung apoia acadêmicos, tanto financeiramente quanto academicamente.

### Suporte financeiro
O apoio financeiro inclui um subsídio de despesas de estudo (300 euros por mês) e uma bolsa básica baseada na necessidade, que é calculada de acordo com o BAföG (Federal Training Assistance Act) e atualmente pode chegar a 825 euros por mês. Os estudantes de doutorado recebem um prêmio mensal de 1.350 euros mais um subsídio de pesquisa de 100 euros. Fundos adicionais são fornecidos para estudantes e estudantes de doutorado com crianças. O apoio financeiro é regulado pelas diretrizes do Ministério da Educação e Pesquisa da Alemanha (BMBF). Visitas ao exterior também são apoiadas por doações ou subsídios no exterior e pelo pagamento parcial de propinas. De acordo com os termos do nº 11 da Einkommensteuergesetz (EStG - Lei alemã de imposto de renda), os pagamentos de bolsas de estudo são isentos de impostos.

### Suporte acadêmico
O apoio acadêmico da Studienstiftung inclui academias de verão, grupos de pesquisa, cursos de idiomas, oficinas e supervisão de tutores locais, que executam essa tarefa voluntariamente na Studienstiftung. Os bolsistas devem enviar um relatório sobre seus estudos e outras atividades a cada semestre durante os primeiros semestres (geralmente até o final do quarto semestre) e uma vez por ano a partir de então. Os bolsistas também podem solicitar financiamento para organizar suas próprias conferências e outros eventos.

### Programas internos de bolsas
Além de seus esquemas regulares de financiamento, a Studienstiftung oferece programas internos de bolsas para acadêmicos e ex-alunos selecionados. Os exemplos incluem o programa KAUST-Studienstiftung, uma parceria conjunta entre a KAUST e a Studienstiftung, sob o patrocínio do Ministério Federal das Relações Exteriores da Alemanha, que permite que estudiosos das disciplinas STEM ingressem na KAUST para estágios de pesquisa ou se inscrevam em programas de mestrado ou doutorado. No campo musical, por exemplo, em cooperação com a residência da Beethoven House são concedidas bolsas de estudos para jovens compositores.

### Programas de bolsas abertas
Além disso, a Studienstiftung oferece programas de bolsas de estudos abertos, administrados e financiados em cooperação com outras organizações. Os programas mais conhecidos são o McCloy Academic Scholarship Program, o ERP-Stipendienprogramm e o Carlo-Schmid-Programm.[5] participação nesses programas de bolsas de estudo não requer financiamento prévio da Studienstiftung.

## Estatísticas da Fundação Alemã de Bolsas de Estudo
- Em 2015, a Studienstiftung aprovou 2.391 bolsas de estudos e cerca de 350 bolsas de doutorado.
- Em 2015, 65,2% dos bolsistas receberam um subsídio de despesas de estudo de € 300, 21,3% receberam uma bolsa parcial e 13,5% uma bolsa integral:
- Mais de 90% do orçamento da Fundação Alemã de Bolsas de Estudo Acadêmico em 2015 foi financiado publicamente.
- Nos últimos anos, a Studienstiftung aumentou significativamente o número de estudantes de formação não acadêmica e minorias étnicas: Atualmente, 30% dos bolsistas vêm de formação não acadêmica e 18% de uma minoria étnica.
- 47,8% dos bolsistas com bolsa de estudos em 2015 eram mulheres e as mulheres representavam 57,3% das bolsas de doutorado.

| Ano  | Estudantes financiados                 | Estudantes financiados | Estudantes financiados | Número de estudantes Alemanha |
| Ano  | Bolsistas de graduação e pós-graduação | Doutorandos            | Total                  | Número de estudantes Alemanha |
| ---- | -------------------------------------- | ---------------------- | ---------------------- | ----------------------------- |
| 2005 | 6,966                                  | 993                    | 7,959                  | 1.985.765                     |
| 2006 | 7.352                                  | 946                    | 8.298                  | 1.979.043                     |
| 2007 | 8.438                                  | 1.080                  | 9,518                  | 1.941.405                     |
| 2008 | 10.030                                 | 1.194                  | 11.224                 | 2.025.307                     |
| 2009 | 11.482                                 | 1.211                  | 12,693                 | 2.121.178                     |
| 2010 | 11.336                                 | 1,303                  | 12,639                 | 2.217.294                     |
| 2011 | 11,123                                 | 1.350                  | 12,473                 | 2.380.974                     |
| 2012 | 11,373                                 | 1,274                  | 12.647                 | 2.499.409                     |
| 2013 | 11.195                                 | 1,273                  | 12,468                 | 2.613.168                     |
| 2014 | 11,858                                 | 1.184                  | 13.042                 | 2.694.579                     |
| 2015 | 12.158                                 | 1.141                  | 13.299                 | 2.755.408                     |

| Número de estudantes e bolsistas da Studienstiftung em universidades alemãs, com mais de 1% de todos os estudantes sendo bolsistas da Studienstiftung | Número de estudantes e bolsistas da Studienstiftung em universidades alemãs, com mais de 1% de todos os estudantes sendo bolsistas da Studienstiftung | Número de estudantes e bolsistas da Studienstiftung em universidades alemãs, com mais de 1% de todos os estudantes sendo bolsistas da Studienstiftung | Número de estudantes e bolsistas da Studienstiftung em universidades alemãs, com mais de 1% de todos os estudantes sendo bolsistas da Studienstiftung |
| Universidade | Alunos no semestre de inverno 2014/2015 | Número de bolsistas (excluindo doutorados) | Em % de todos os alunos |
| --- | --- | --- | --- |
| Faculdade de Direito de Bucerius | 874 | 65 | 7,44 |
| Escola de Governança Hertie | 433 | 23 | 5,31 |
| Zeppelin Universität Friedrichshafen | 1.061 | 20 | 1,89 |
| Charité Berlin | 6,714 | 213 | 3,17 |
| Universidade de Ruprecht-Karls-Heidelberg | 29.761 | 633 | 2,13 |
| Universidade Albert-Ludwigs-Freiburg | 24.286 | 383 | 1,58 |
| Universität Witten/Herdecke | 2.021 | 44 | 2,18 |
| Jacobs University Bremen | 1,101 | 14 | 1,27 |
| Universität Lübeck | 3.711 | 54 | 1,46 |
| Universität Mannheim | 11.922 | 155 | 1,30 |
| Medizinische Hochschule Hannover | 3,295 | 49. | 1,49 |

## Alunos notáveis

### Ciência
- Joachim Frank, Prêmio Nobel de Química 2017
- Wolfgang Ketterle, Prêmio Nobel de Física 2001
- Erwin Neher, Prêmio Nobel de Medicina 1991
- Robert Huber, Prêmio Nobel de Química de 1988
- J. Hans D. Jensen, Prêmio Nobel de Física de 1963
- Manfred Eigen, Prêmio Nobel de Química de 1962, ex-presidente da Studienstiftung (1982-1993)
- Gerd Faltings, matemático, medalha Fields 1986
- Peter Scholze, matemático, medalha Fields 2018
- Bernhard Schölkopf, cientista da computação, prêmio Leibniz 2018
- Heinrich Detering Prêmio Leibniz 2009
- Martin R. Zirnbauer, matemático, prêmio Leibniz 2009
- Martin Beneke, físico, prêmio Leibniz 2008
- Wolfgang Lück, matemático, prêmio Leibniz 2008
- Jochen Mannhart, físico, prêmio Leibniz 2008
- Magdalena Götz, bióloga, prêmio Leibniz 2007
- Oliver Primavesi, filólogo, prêmio Leibniz 2007
- Detlef Weigel, biólogo, prêmio Leibniz 2007
- Gyburg Radke, filólogo, prêmio Leibniz 2006
- Albrecht Koschorke, literatura alemã, prêmio Leibniz 2003
- Felix Otto, matemático, prêmio Leibniz 2006
- Ulrich Beck, sociólogo
- Christian Keysers, neurocientista
- Ulrike Malmendier, economista
- Stephan Reimertz, historiador da arte
- Ernst-Ludwig von Thadden, economista
- Dirk Kaesler, sociólogo
- Ulrike Müßig, historiador jurídico
- Reinhard Zimmermann, historiador jurídico, prêmio Leibniz 1996
- Abdullah Kraam, psiquiatra
- Harald Hampel, neurocientista, psiquiatra

### Empresas e ONGs
- Andreas von Bechtolsheim, co-fundador da Sun Microsystems
- Alexander Dibelius, diretor, Alemanha, Goldman Sachs
- Frank Mattern, chefe do escritório alemão, McKinsey and Company
- Wolfgang Bernhard, membro do conselho de administração da Daimler AG

### Serviço público
- Antje Vollmer, político, até 2005 vice-presidente do parlamento alemão
- Fritz Kuhn, político, co-presidente do Bündnis 90/Die Grünen, Partido Verde Alemão, de junho de 2000 a dezembro de 2002
- Steffen Seibert, jornalista, atual porta-voz do governo e chefe do Gabinete de Imprensa e Informação da Alemanha
- Gesine Schwan, professora, candidata do SPD ao cargo de presidente federal, 2004
- Robert Tillmanns, político
- Karl Schiller, político e cientista
- Christine Teusch, política
- Andreas Paulus, juiz do Tribunal Constitucional Federal da Alemanha

### Artes
- Hans-Jürgen von Bose, professor, compositor
- Mechthild Bach, soprano
- Hans Breder, professor, artista
- Moritz Eggert, compositor, pianista
- Hans Magnus Enzensberger, escritor
- Justus Frantz, pianista
- Anna Gourari, pianista
- Horst Janssen, artista
- Bas Kast, escritor
- Heinz Rudolf Kunze, cantor e compositor
- Michael Kunze, libretista e tradutor
- Frei Otto, arquiteto
- Matthias Pintscher, compositor
- Philipp Tingler, escritor, jornalista e economista
- Juli Zeh, escritor

### Jornalismo
- Petra Gerster, jornalista
- Claus Kleber, jornalista, âncora do "heute-journal"
- Ulrike Meinhof, editor, posteriormente membro da Facção do Exército Vermelho (RAF)
- Frank Schirrmacher, jornalista